# Мокрицький Аполлон Миколайович

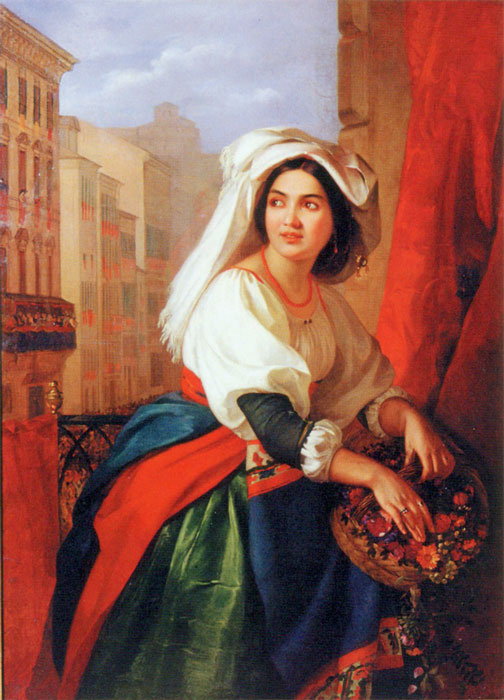
Картина Мокрицького. Музей Таганрога

Аполло́н Микола́йович Мокри́цький (28 липня (10 серпня) 1810, Пирятин, Полтавська губернія, Російська імперія — 26 лютого (10 березня) 1870, Москва, Російська імперія) — український живописець і педагог, учень Карла Брюллова та Олексія Венеціанова.

## Життєпис
Народився на Полтавщині в м. Пирятині, у небагатій дворянській родині поштмейстера. У 1818 році влаштований до Полтавського будинку виховання бідних дворян, де перебував до 1824 року, а згодом навчався в гімназії вищих наук у м. Ніжині.
Закінчивши Ніжинську гімназію, переїжджає до Петербурга для вивчення медицини, але зазнавши невдачі, він йде на державну службу, в департамент гірничих і соляних справ; працює писарем при журналісті експедиції Позичкової скарбниці Санкт-Петербурзької опікунської ради, займається перекладами. Одночасно юнак як вільний слухач з вересня 1831 відвідує Академію мистецтв. У цей же період Мокрицький знайомиться з живописцем О. Венеціановим, який незабаром стане його вчителем. Систематичні заняття Венеціанова з Мокрицьким відбуваються протягом 1832—1833 років.
Наприкінці 1833 року через матеріальні нестатки молодий художник змушений залишити навчання. Він повертається на батьківщину, працює живописцем, створює цілу галерею портретів на замовлення місцевих поміщиків.
У листопаді 1834 року знову повертається до Петербурга, щоб продовжити навчання і остаточно присвятити себе живопису. Значну роль у подальшій долі художника відіграло його близьке знайомство з конференц-секретарем Академії мистецтв Василем Григоровичем, який був земляком А. Мокрицького.
У грудні 1835 року за портрет С. Пузино отримав срібну медаль 2-го ступеня і став пенсіонером Академії мистецтв. Однак, незважаючи на підтримку Академії та грошову допомогу від Товариства заохочення художників, Аполлон переживає велику скруту, йому доводиться писати багато портретів на замовлення й давати уроки, щоб заробити на життя.
Завдяки підтримці В. Григоровича, А. Мокрицький стає учнем портретного та історичного класу Академії під керівництвом К. Брюллова, який у травні 1836 року (після багаторічного перебування в Італії) повернувся в Росію.
Навчання в Академії було досить успішним. 2 жовтня 1838 року його нагородили великою срібною медаллю за картину «Святий Себастьян» та «Портрет, писаний з натури», а 24 вересня 1839 року художнику присудили малу золоту медаль за картину «Римлянка, що годує грудьми батька». Мокрицький закінчив Академію зі званням «вільного художника», не отримавши поїздки за кордон.
У кінці 1839 року художник повертається до Пирятина, звідки 2 серпня 1841 року на власні кошти, виручені за написані портрети та одержані від лотереї (в якій було розіграно його конкурсну картину), вирушив до Італії.
В Італії вивчав пам'ятки мистецтва, багато писав з натури, працював портретистом та пейзажистом. Творча праця була дуже успішною, і Академія мистецтв призначила йому грошову допомогу на утримання за кордоном терміном на два роки. В Росію художник повернувся у 1849 році, а у вересні цього ж року був удостоєний звання академіка за «Портрет преосвященного Никанора, митрополита Новгородського і Санкт-Петербурзького» та за інші відомі Академії роботи.
З 1851 року прийнятий на службу до московського Училища живопису і ліплення. Він викладав живопис в етюдному класі та малювання в натурному, а з 1861 року — навчав малюванню в класі «античних фігур». Крім служби в Училищі, вів курс малювання в Констянтинівському інституті та в 2-й московській гімназії, викладав у Строганівському училищі. Серед учнів були Іван Шишкін, К. Трутовський, Іларіон Прянишников.
Помер 26 лютого 1870 року у віці 59 років у Москві.

## Творчість
Найкращою в творчому доробку художника є галерея портретів сучасних йому письменників Гоголя, Гребінки, Кольцова, Кукольника, скульпторів — Ставассера, Рязанова, а також портрети Федорова, Прокоповичевої, Андрєєвої, Тарновської, Свєчина. Портрети, які художник писав пізніше, позначені впливом брюлловської школи, в них помітне певне романтичне забарвлення. Проте раннім і пізнішим творам Мокрицького властиві чіткий реалістичний малюнок, міцна композиційна побудова і дещо монохромний живопис.
Як зазначає Ігор Шаров, портрет Гребінки відомий у двох варіантах — 1833 і 1840 років. На одному зображено молодого чоловіка у чорному козакині, прикрашеному золотим шнуром. Постать змальована на синьому нейтральному тлі. Другий портрет майже точно повторює композицію першого, молодий письменник у чорному сюртуку, у білій сорочці та чорній шийній хустці. Можливо, цей другий портрет є авторським повторенням вдалого розв'язання першого твору.
Серед численних портретів Мокрицького переважна більшість погрудні. Є й на повний зріст і, що особливо цікаво, композиційні. Так, портрет «Дівчина на карнавалі» примітний потягом як найточніше змалювати вдачу людини, обличчя якої несе відбиток схвильованих почуттів і поетичних думок.

## Роботи
- «Святий Себастіан»;
- портрет Епінгера;
- портрет новгородського митрополита Никандра;
- «Воспоминание о А. Г. Венецианове и учениках его».

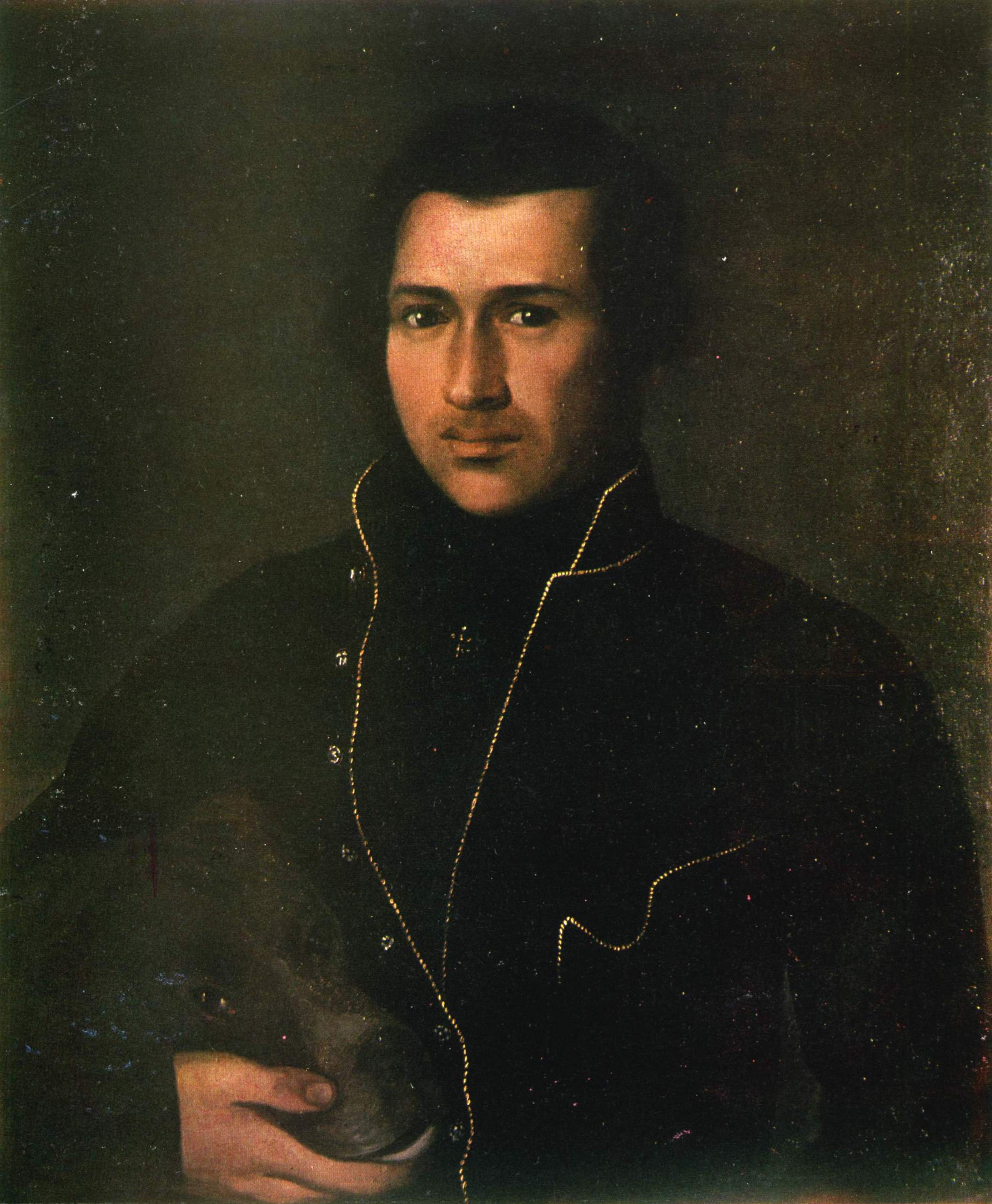
Євген Гребінка (1833)
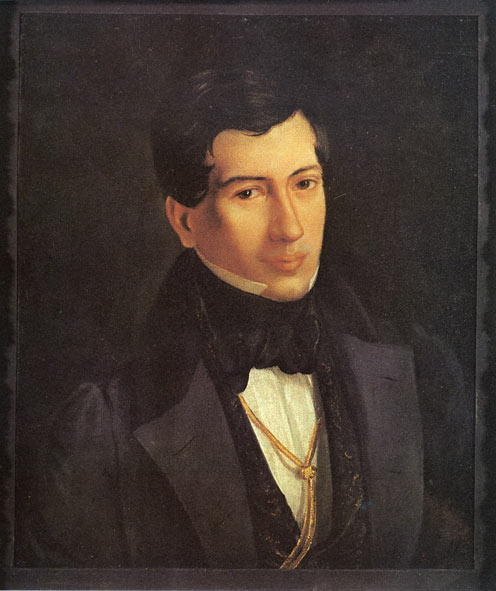
Н. В. Кукольник
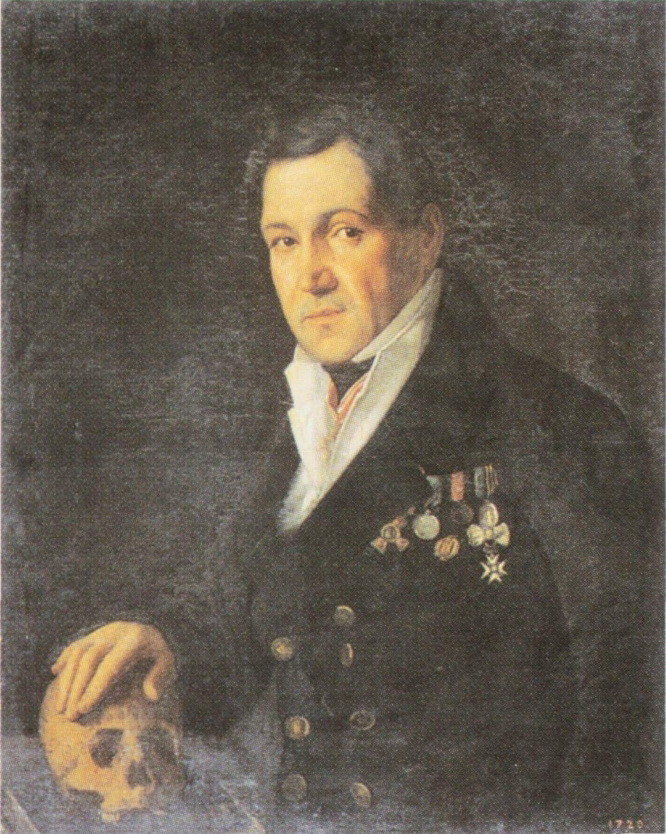
П. І. Пузино (1835)
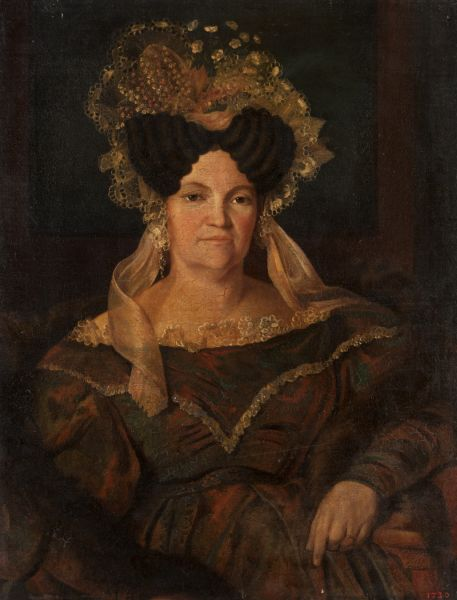
Є. І. Пузино (1835)
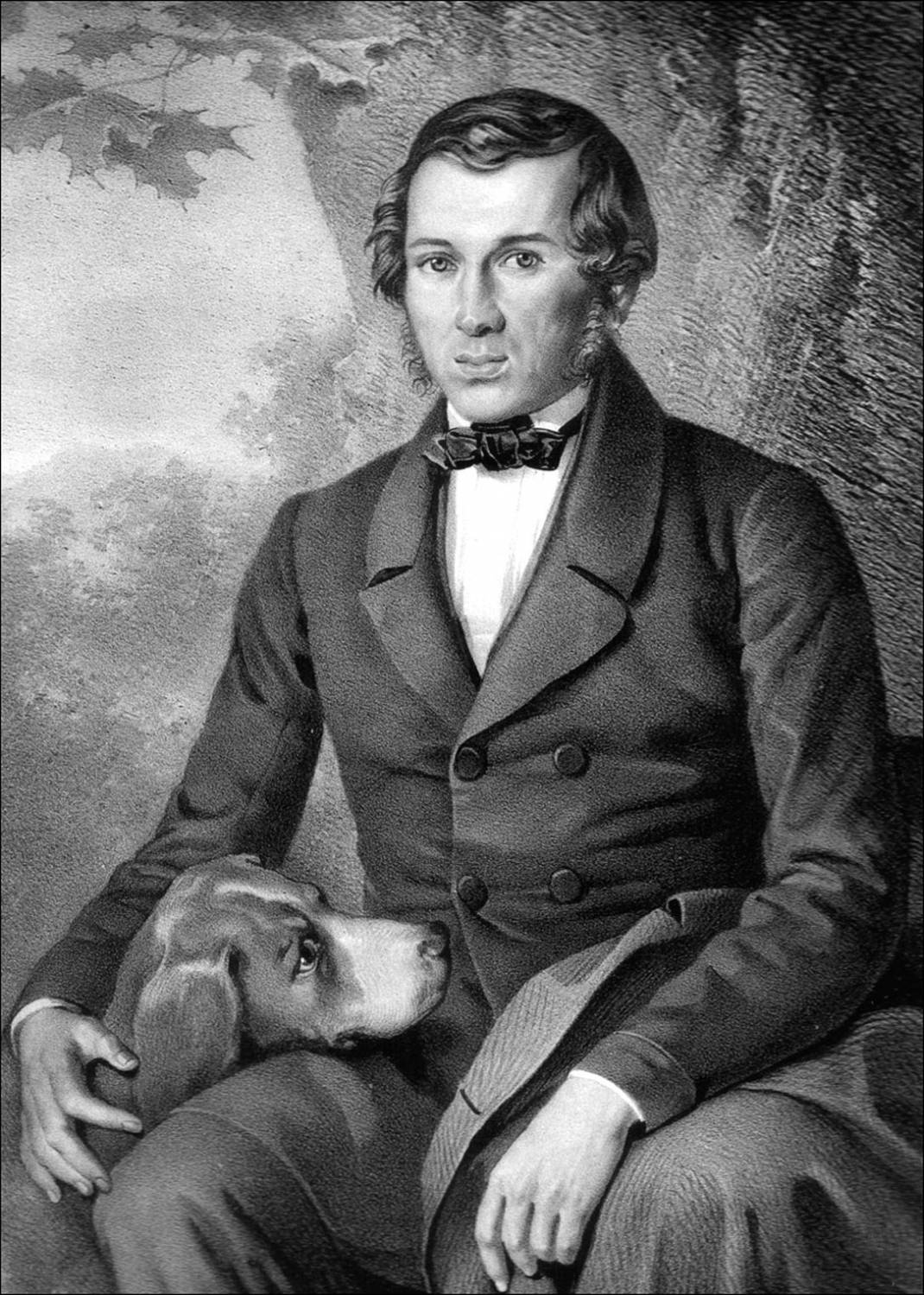
Євген Гребінка (1840)
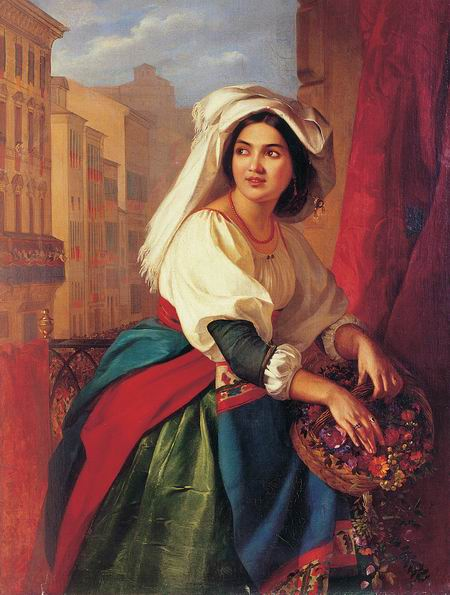
Дівчина на карнавалі (Марія Джоллі) (1840—1845)
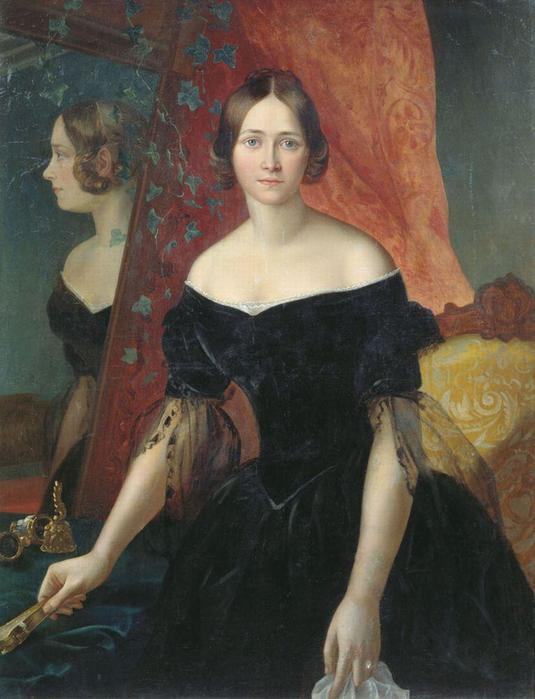
Жіночий портрет (1841)
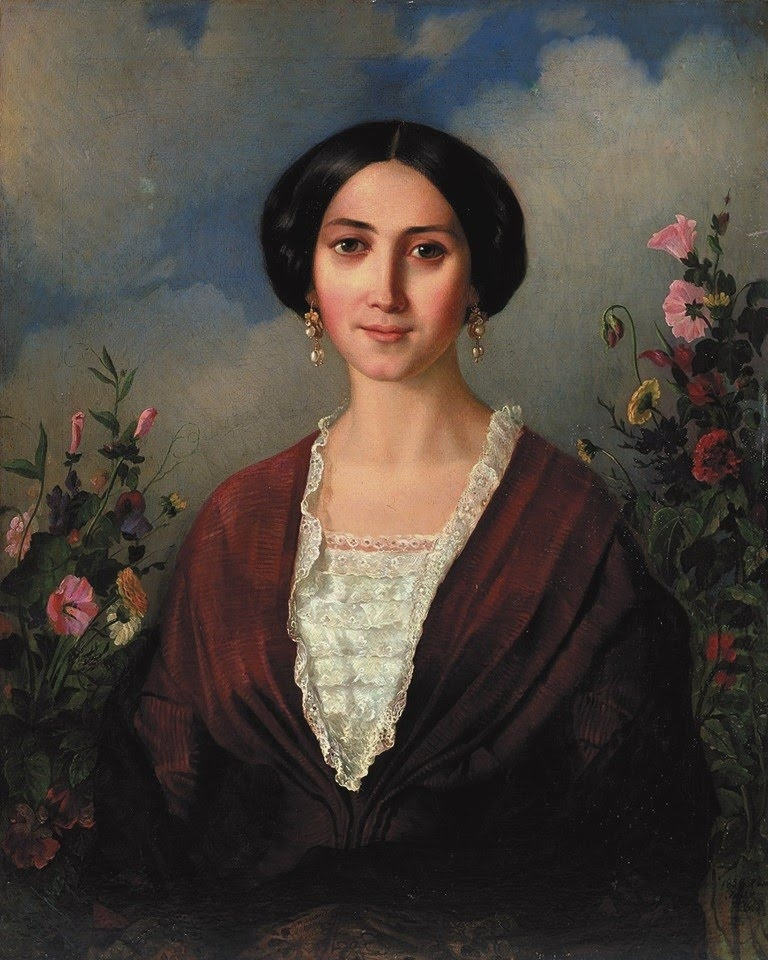
Портрет дружини (1853; Національний художній музей України)

## Твори
- A. M. Мокрицький Щоденник [Архівовано 21 листопада 2008 у Wayback Machine.]. // Спогади про Тараса Шевченка. — К.: Дніпро, 1982. — С. 60—62.